# Nagi Noda
Pour l’article homonyme, voir Noda (homonymie).
Nagi Noda (野田 凪, Noda Nagi, née le 18 novembre 1973 à Tokyo et décédée le 7 septembre 2008) est une artiste et réalisatrice japonaise. À l'origine de nombreuses publicités, clips et courts-métrages, elle est notamment connue pour une publicité pour Coca-Cola et pour une campagne pour Monoprix.